# Noah Hathaway
Noah Hathaway (Los Angeles, 13 november 1971) is een Amerikaans acteur en voormalig tieneridool. Hij is vooral bekend door zijn rol als Atreyu in de fantasyfilm The NeverEnding Story uit 1984. Deze rol bezorgde de toen relatief jonge Hathaway een grote populariteit in Europa. Daarnaast vertolkte hij ook de rol van Boxey in de originele reeks van de televisieserie Battlestar Galactica.
- Biblioteca Nacional de España: XX1749967
- Bibliothèque nationale de France: cb14023352x (data)
- Gemeinsame Normdatei: 1061889300
- International Standard Name Identifier: 0000 0001 2018 2436
- Library of Congress Control Number: nr2002016255
- Nationale Bibliotheek van Tsjechië: xx0137234
- Nationale Bibliotheek van Israël: 987007420598005171
- Nederlandse Thesaurus van Auteursnamen: 07180031X
- Système universitaire de documentation: 146495020
- Virtual International Authority File: 69128530
- WorldCat: E39PBJh8PF88FV63tcw8tgBF8C